# Diminished Responsibility
 (décembre 2024).
 (novembre 2023).
La mise en forme du texte ne suit pas les recommandations de Wikipédia : il faut le « wikifier ».
Les points d'amélioration suivants sont les cas les plus fréquents. Le détail des points à revoir est peut-être précisé sur la page de discussion.
- Les titres sont pré-formatés par le logiciel. Ils ne sont ni en capitales, ni en gras.
- Le texte ne doit pas être écrit en capitales (les noms de famille non plus), ni en gras, ni en italique, ni en « petit »…
- Le gras n'est utilisé que pour surligner le titre de l'article dans l'introduction, une seule fois.
- L'italique est rarement utilisé : mots en langue étrangère, titres d'œuvres, noms de bateaux, etc.
- Les citations ne sont pas en italique mais en corps de texte normal. Elles sont entourées par des guillemets français : « et ».
- Les listes à puces sont à éviter, des paragraphes rédigés étant largement préférés. Les tableaux sont à réserver à la présentation de données structurées (résultats, etc.).
- Les appels de note de bas de page (petits chiffres en exposant, introduits par l'outil «  Source ») sont à placer entre la fin de phrase et le point final[comme ça].
- Les liens internes (vers d'autres articles de Wikipédia) sont à choisir avec parcimonie. Créez des liens vers des articles approfondissant le sujet. Les termes génériques sans rapport avec le sujet sont à éviter, ainsi que les répétitions de liens vers un même terme.
- Les liens externes sont à placer uniquement dans une section « Liens externes », à la fin de l'article. Ces liens sont à choisir avec parcimonie suivant les règles définies. Si un lien sert de source à l'article, son insertion dans le texte est à faire par les notes de bas de page.
- La présentation des références doit suivre les conventions bibliographiques. Il est recommandé d'utiliser les modèles {{Ouvrage}}, {{Chapitre}}, {{Article}}, {{Lien web}} et/ou {{Bibliographie}}. Le mode d'édition visuel peut mettre en forme automatiquement les références.
- Insérer une infobox (cadre d'informations à droite) n'est pas obligatoire pour parachever la mise en page.

Pour une aide détaillée, merci de consulter Aide:Wikification.
Si vous pensez que ces points ont été résolus, vous pouvez retirer ce bandeau et améliorer la mise en forme d'un autre article.
Diminished Responsibility —En français : Responsabilité Diminuée— est le troisième album studio du groupe punk britannique UK Subs, publié en 1981 sur le label GEM Records et distribué par RCA. C'est le dernier album du groupe à être réalisé entièrement pour le label, puisque cette même année, en raison du mauvais accueil réservé à l'album par la critique, et en raison du changement dans la musique où le courant punk était considéré comme " commercialement obsolète ", ils ont décidé de ne pas renouveler leur contrat d'enregistrement. Classée n° 18 au Royaume-Uni, comme son prédécesseur, la chanson "Party in Paris" est sortie en tant que single et advance single de cet album en 1980 et a atteint le n° 37 dans le classement des singles.

## Enregistrement et contenu
Après le départ de la section rythmique du groupe en raison de divergences créatives avec Nicky Garratt, UK Subs a recruté des membres de Cyanide, Alvin Gibbs et Steve Roberts, respectivement à la basse et à la batterie. La production de l'album est à nouveau assurée par Nicky Garratt et Mike Leander, ancien producteur du chanteur Gary Glitter. En raison de la rotation musicale, le label a essayé de faire passer le groupe pour un "nouveau groupe romantique" pendant les promotions, ce qui a encore miné les critiques du groupe.Le groupe a travaillé alternativement au milieu et à la fin des années 1980, avec The Duke Of Montenegro comme soundman qui, selon Garratt, prétendait qu'il était en fait le Duke déchu. L'album marque les premiers éléments de la musique post-punk dans le son du groupe, ce qui sera plus visible sur les deux albums suivants. Charlie Harper joue également de la guitare rythmique pour donner un son plus travaillé, tout comme Nicky Garratt qui utilise des techniques plus complexes dans son jeu de guitare et choisit même d'inclure des synthétiseurs sur plusieurs chansons
En 2000, Diminished Responsibility a été réédité en CD avec 8 titres bonus, dont 2 appartiennent au single solo de Charlie Harper de 1980, Barmy London Army, et les autres appartiennent aux singles sortis tout au long de l'année 1980, parmi lesquels une première version de "Ice Age".

## Accueil critique
L'album a reçu les notes de 
- 7,3 sur 10 chez Senscritique[2]

- 3,16 sur 5 chez Rate Your Music[3]

## Chansons
- Toutes les chansons ont été écrites et composées par Charlie Harper et Nicky Garratt, sauf mentions contraires.
  1. "You Don't Belong" - 3:01
  2. "So What" - 1:41
  3. "Confrontation" (Harper, Garratt, Roberts) - 2:25
  4. "Fatal"  - 2:43
  5. "Time And Matter" (Harper, Garratt, Gibbss) - 2:37
  6. "Violent City" - 2:36
  7. "Too Tired" (Harper, Garratt, Roberts) - 2:17
  8. "Party in Paris" (Harper) - 2:53
  9. "Gangster" (Harper, Gibbs) - 1:44
  10. "Face the Machine" (Harper, Gibbs) - 2:52
  11. "New Order" (Harper, Garratt, Gibbs, Wesson) - 2:32
  12. "Just Another Jungle" (Harper, Garratt, Slack) - 2:24
  13. "Collision Cult" - 3:38

### Bonus tracks
1. "Party in Paris" (Single version) (Harper) - 2:52
2. "Fall of the Empire" (Garratt, Harper, Nixon) - 2:14
3. "Keep on Running (Til You Burn)" (Gibbs, Harper) - 2:32
4. "Perfect Girl" - 2:01
5. "Ice Age" - 2:50
6. "Party in Paris" (French Version) (Harper) - 2:41
7. "Barmy London Army" (Harper) - 3:09
8. "Talk Is Cheap" (Harper) - 3:39

## Personnel
Musiciens
- Charlie Harper - Voix leader et Guitare rítmica.
- Nicky Garratt - Guitare leader et chœurs.
- Alvin Gibbs - Bas et chœurs.
- Steve Roberts - Batterie.

Invité
- Captain Sensible - Claviers sur "Party in Paris".

Musiciens Additionnels
- Mel Wesson - Sintetizadores.
- James Stevenson - Guitare leader et chœurs en "Barmy London Army" et "Talk Is Cheap".
- Steve Slack - Bas et chœurs en "Barmy London Army" et "Talk Is Cheap".
- Pete Davies - Batterie en "Barmy London Army" et "Talk Is Cheap".

Collaborateurs
- The Duke Of le Monténégro - Ingénieur de son.
- Denis "Bilbao" Blackham - Masterización.
- Caroline Kalberer - Illustrations et Création de Dossier.